# Bracon flevo
Bracon flevo är en stekelart som beskrevs av Van Achterberg 2001. Bracon flevo ingår i släktet Bracon och familjen bracksteklar. Inga underarter finns listade.